# 2006年トリノオリンピックのポーランド選手団
2006年トリノオリンピックのポーランド選手団（2006ねんトリノオリンピックのポーランドせんしゅだん）は、2006年2月10日から2月26日までイタリアのトリノで開催された2006年トリノオリンピックのポーランド選手団、およびその競技結果。

## 概要
今大会は、銀メダル1個、銅メダル1個、計2個のメダルを獲得した。

## メダル
| メダル | 選手名                   | 競技                   | 種目             |
| ------ | ------------------------ | ---------------------- | ---------------- |
| 銀     | トマシュ・シコラ         | バイアスロン           | 15kmマススタート |
| 銅     | ユスチナ・コヴァルチック | クロスカントリースキー | 女子30kmフリー   |